# Данненберг (Ельбе)
Данненберг (нім. Dannenberg) — місто в Німеччині, розташоване в землі Нижня Саксонія. Входить до складу району Люхов-Данненберг. Складова частина об'єднання громад Ельбталауе.
Площа — 76,31 км2. Населення становить 8106 ос. (станом на 31 грудня 2021).

## Галерея

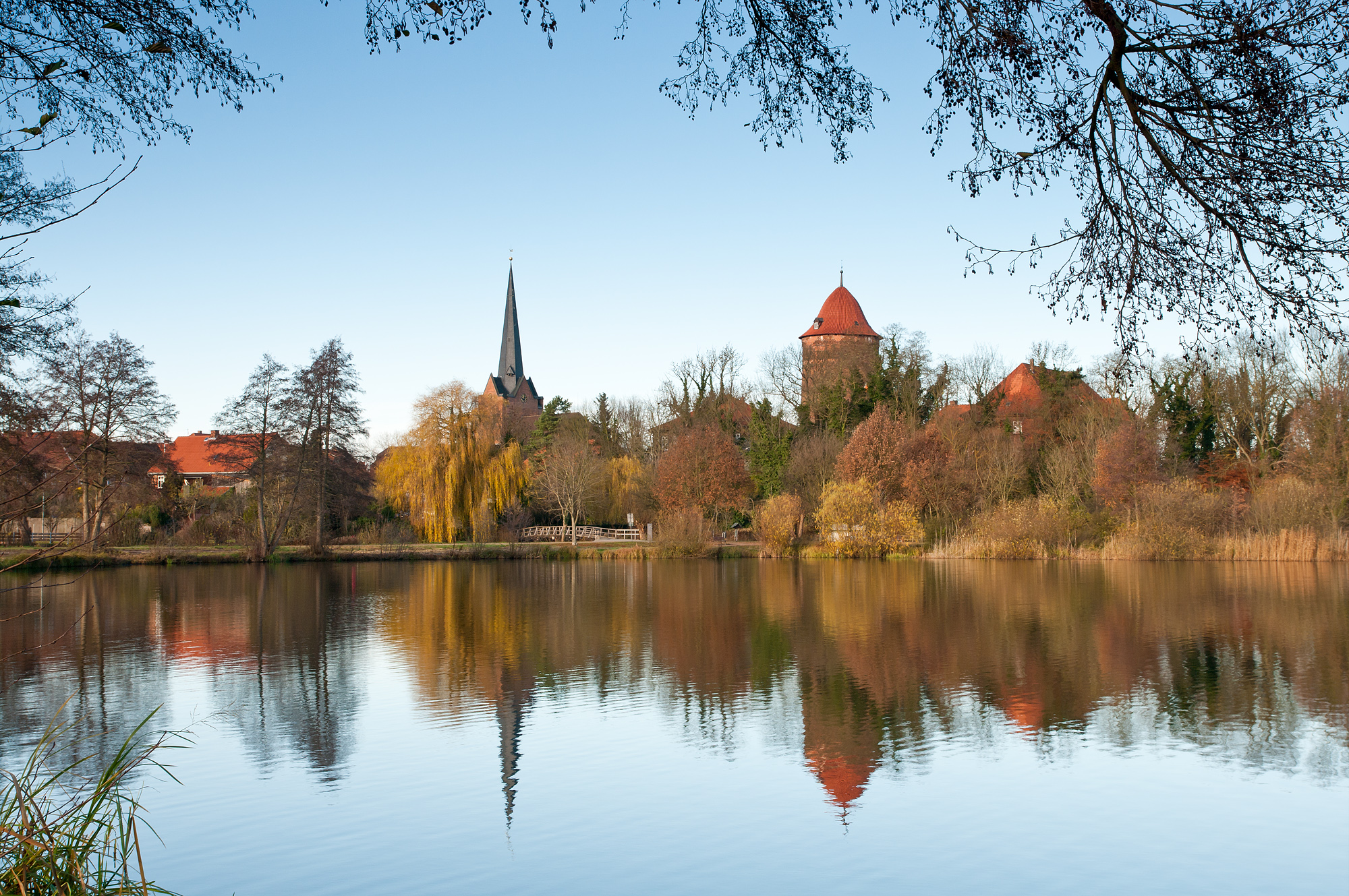
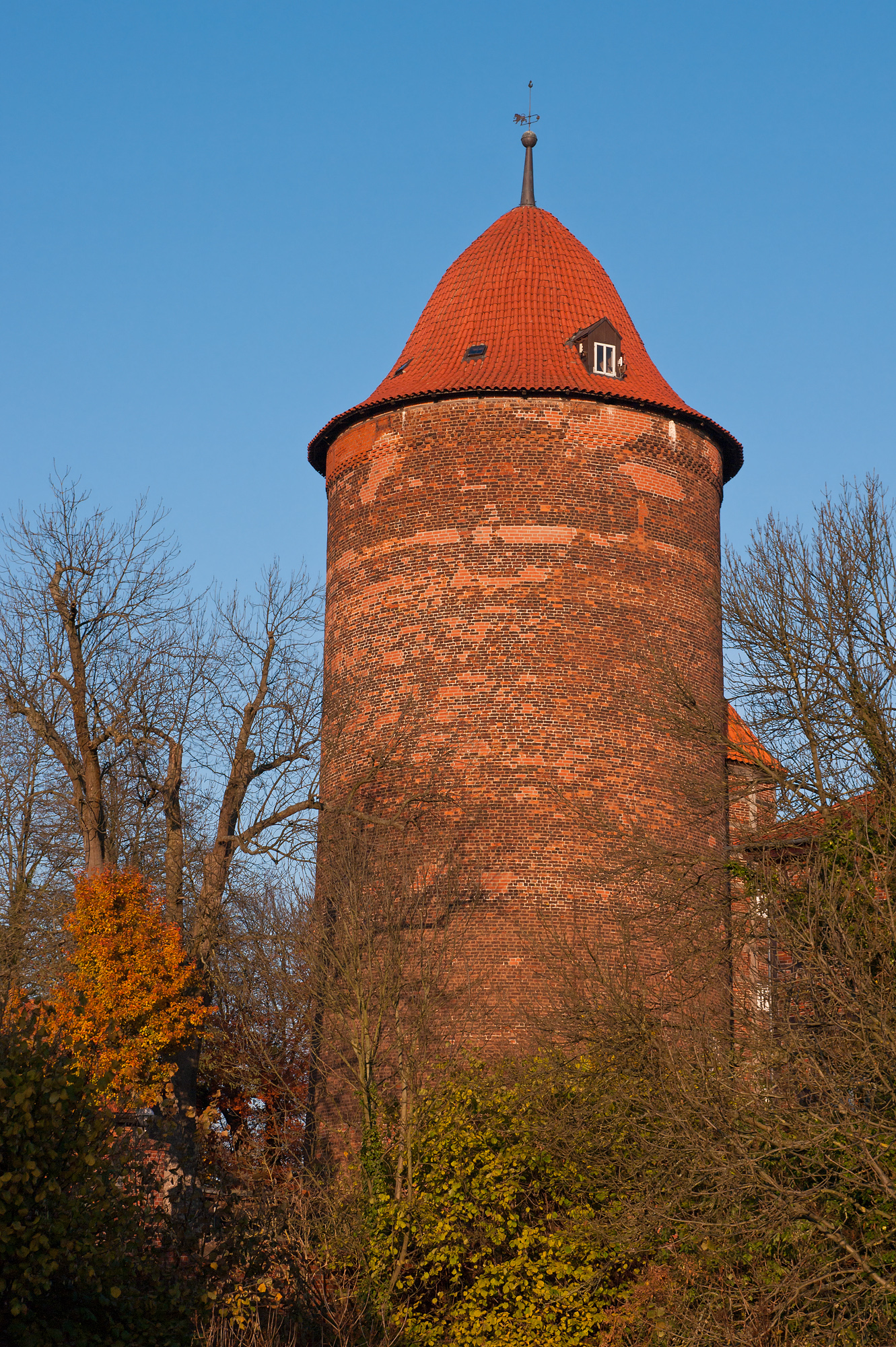
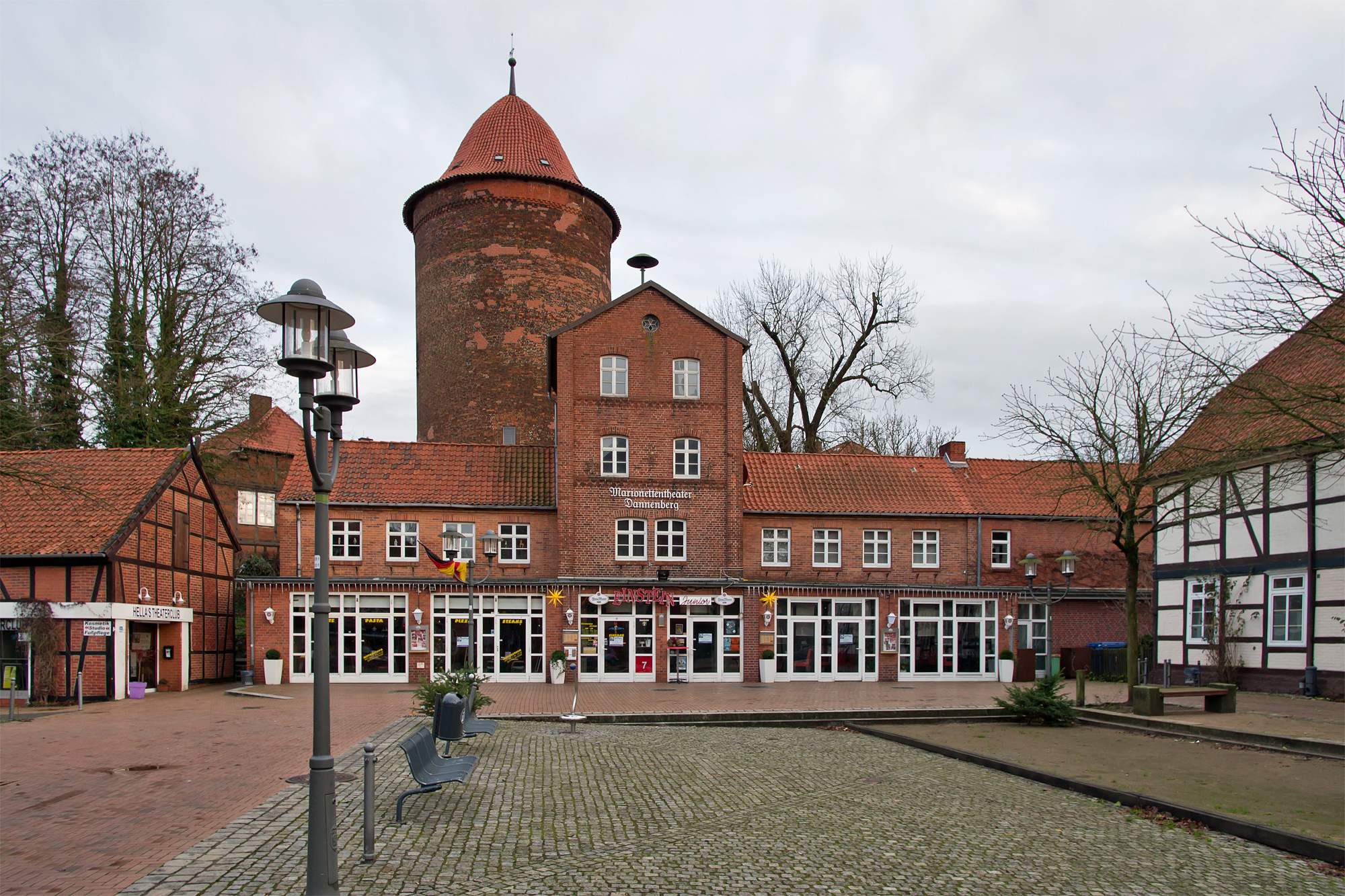
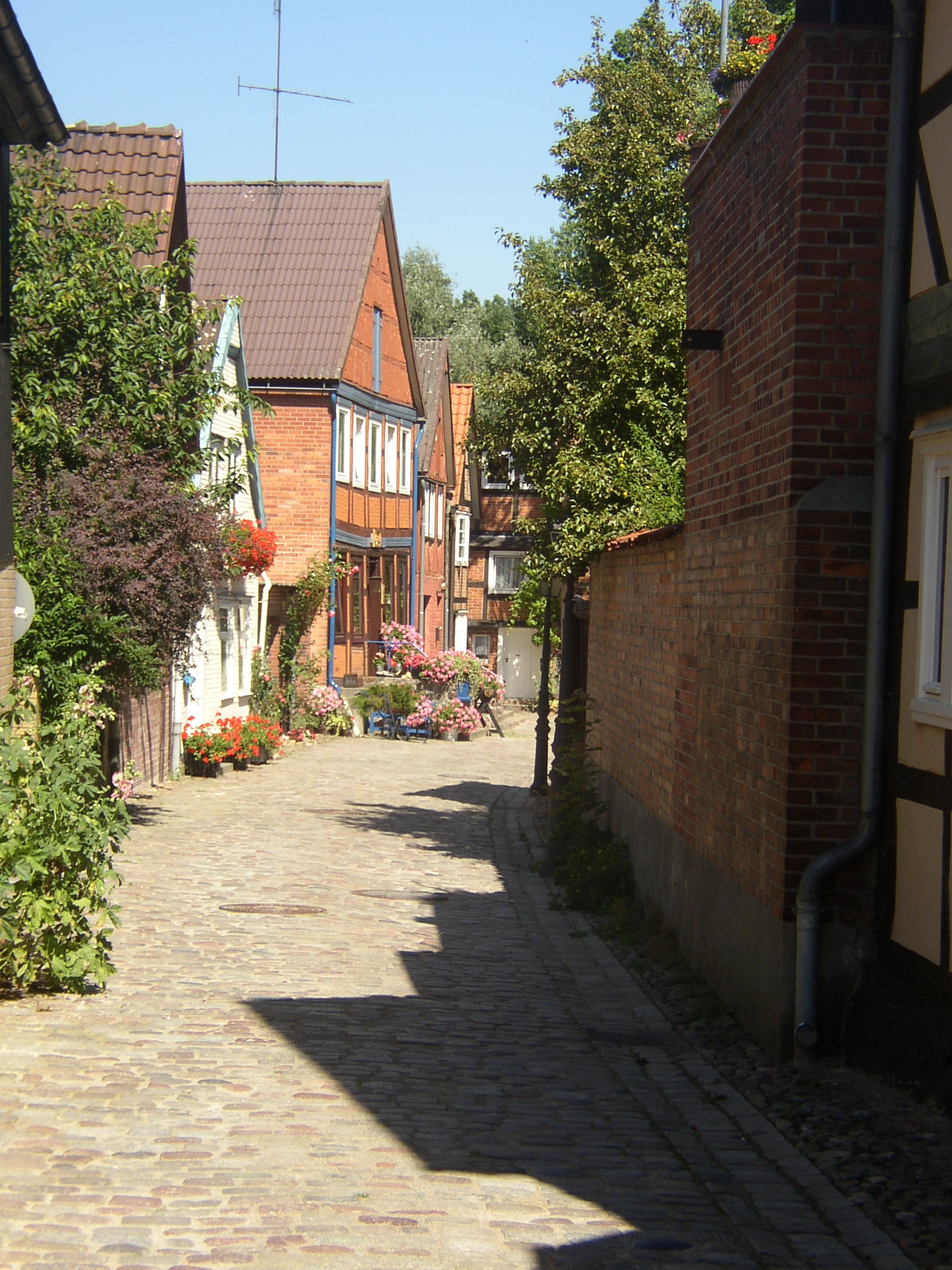
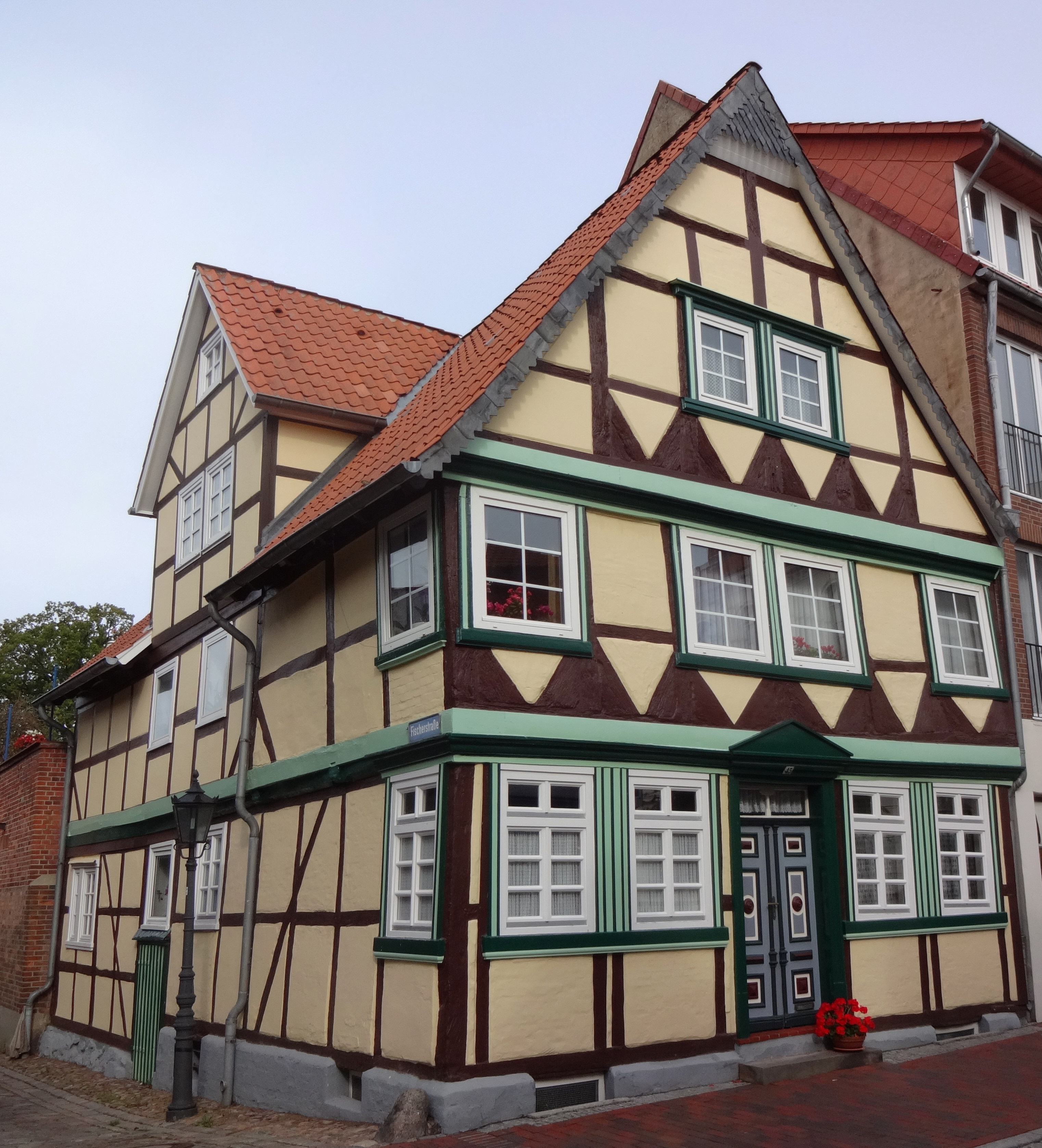
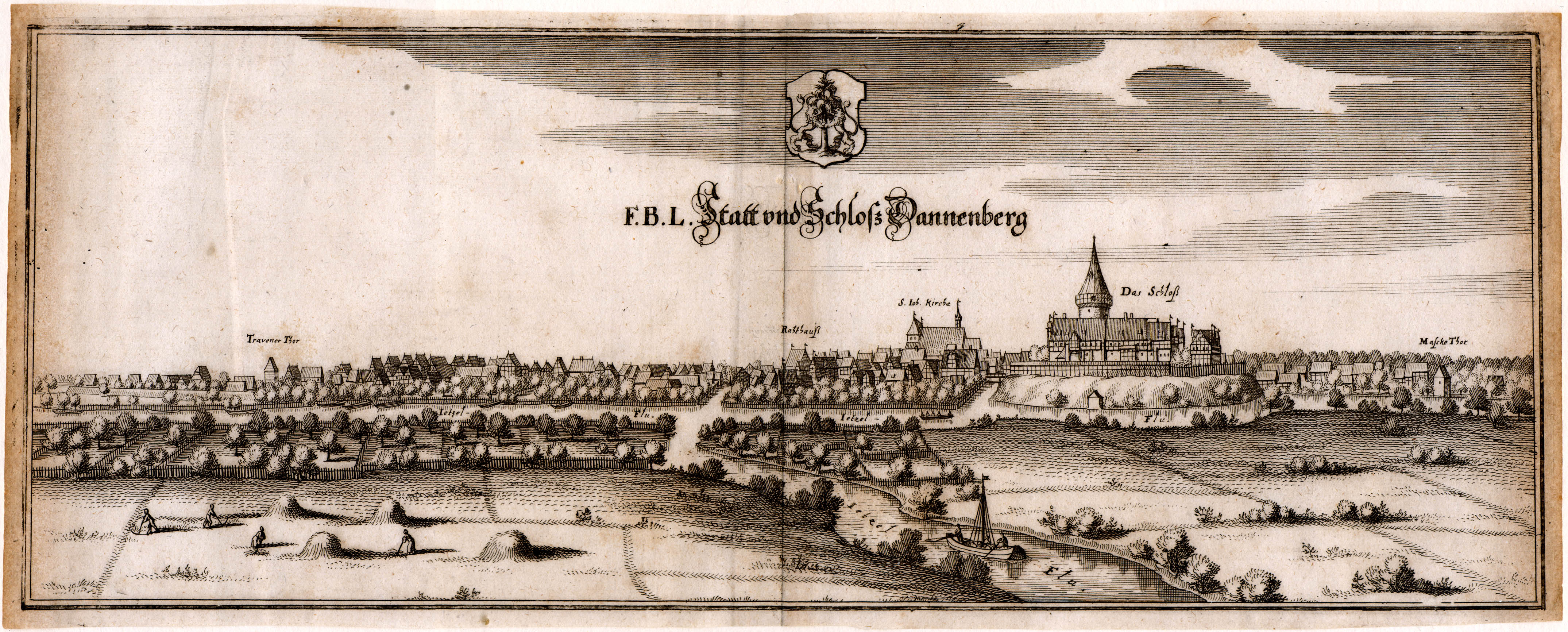